# 传奇世界
《傳奇世界》（英文名：The World Of Legend）是由盛趣信息技術（上海）有限公司（盛大網絡控股）開發，盛大網絡服務運營的一款奇幻動作類MMORPG 2D網絡遊戲，於2003年6月正式發佈運營，7月28日正式以“开天辟地”版本对外公测。
《傳奇世界》大量借鑒了韓國WEMADE Entertainment公司傳奇、《傳奇2》兩款網絡遊戲的元素和遊戲機制，這兩款遊戲均由盛大網絡代理中國大陸運營權。
2004年WEMADE公司起訴《傳奇世界》網絡遊戲開發商、運營商上海盛大網絡發展有限公司、盛趣信息技術(上海)有限公司以及北京連津世紀科貿中心侵犯著作權，由北京市第一中級人民法院受理。延續3年，不公開審理4次，均未果，最終在2009年4月24日和解。

## 传奇世界2
2012年8月1日推出《传奇世界2》技术封测，同年9月6日推出开放测试。